# Абкар-Джомбо
Абкар-Джомбо (фр. Abker-Djombo) — небольшой город и супрефектура в Чаде, расположенный на территории региона Ваддай. Входит в состав департамента Абди.

## Географическое положение
Город находится в восточной части Чада, к северу от сезонно пересыхающей реки Батха, на высоте 530 метров над уровнем моря.
Абкар-Джомбо расположен на расстоянии приблизительно 655 километров к востоко-северо-востоку (ENE) от столицы страны Нджамены.

## Население
По данным официальной переписи 2009 года численность населения Абкар-Джомбо составляла 25 645 человек (12 086 мужчин и 13 559 женщин). Население супрефектуры по возрастному диапазону распределилось следующим образом: 52,9 % — жители младше 15 лет, 42,3 % — между 15 и 59 годами и 4,8 % — в возрасте 60 лет и старше.

## Транспорт
Ближайший аэропорт расположен в городе Абеше.